# Процес парашутистів і підводників
Процес парашутистів і підводників був кримінальним процесом Софійського військово-польового суду (справа № 503 за 1942 рік) проти 27 болгарських політемігрантів-комуністів.

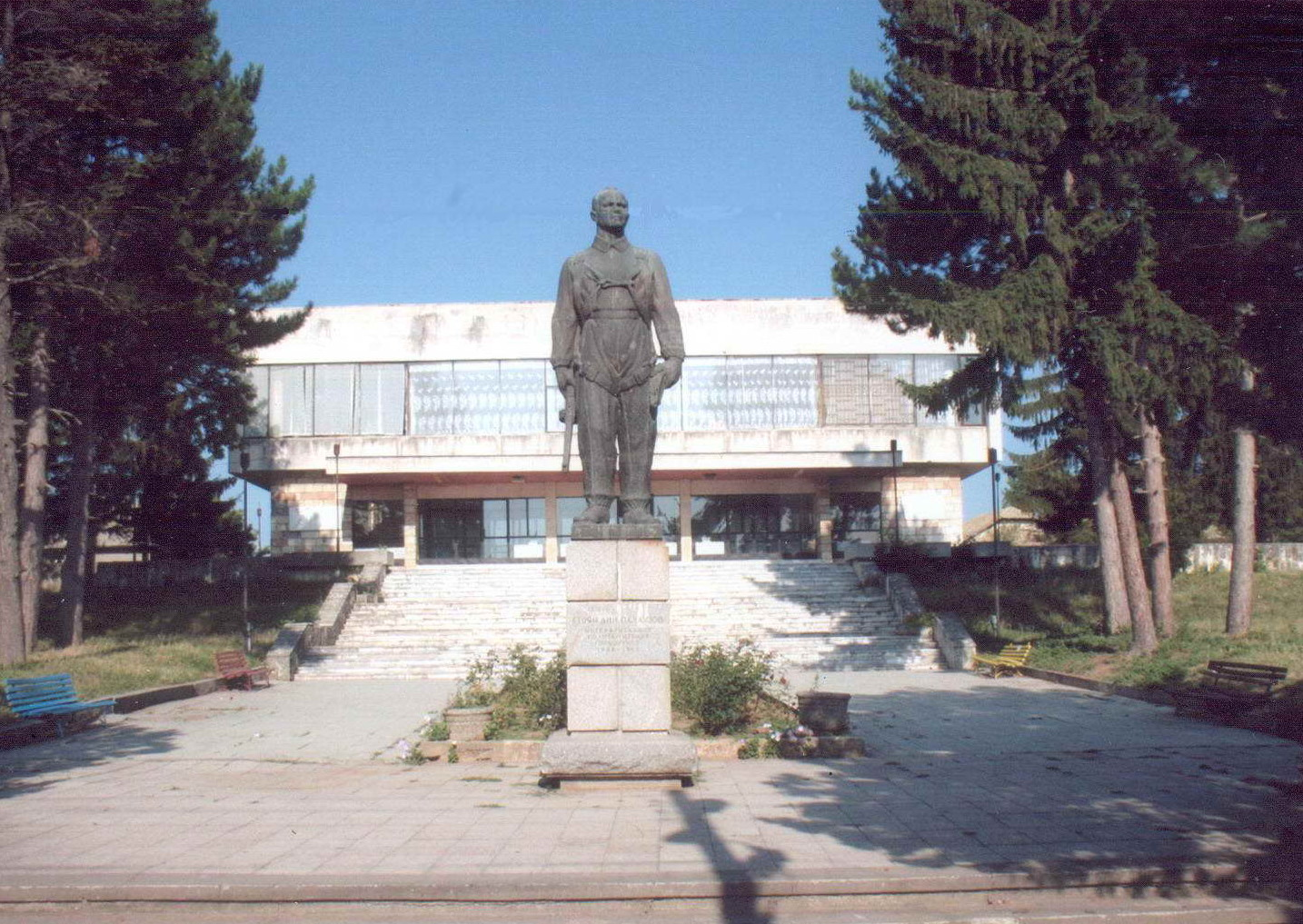
Пам'ятник парашутисту Стояну Палаузову, с. Свєтлєн

Вони входили до складу груп так званих «парашутистів» і «підводників», направлених для організації збройних антидержавних і терористичних сил Болгарії за допомогою розвідки СРСР. Було підготовлено дев'ять груп: 5 груп парашутистів (скидають з парашутами), 3 групи «підводних човнів» (пливуть з підводних човнів), група для в'їзду в країну через зелений кордон.

## Передумови
Після початку війни між Німеччиною та Радянським Союзом лідер Болгарської комуністичної партії та Комінтерну Георгій Димитров обговорював з радянським урядом можливість організації повстання в Болгарії, але радянський диктатор Йосип Сталін відкинув цю можливість через малі шанси на успіх і неможливість ефективної радянської підтримки.
Натомість було вирішено направити в країну кілька диверсійних груп. Їх готували в спеціальній бригаді військової розвідки НКВД під великою таємницею, не повідомляючи про це керівництву болгарських комуністів і навіть Георгію Димитрову.
За словами Каменова у червні 1941 року Георгій Димитров написав листа секретарю ЦК ВКП(б) А. Андрєєву, в якому просив переглянути справи 130 болгарських комуністів, які опинилися в таборах ГУЛАГу. Він мотивував це тим, що вони були чесними, відданими справі, не порушували партійної дисципліни й зовсім не скоювали тих вчинків, в яких їх звинувачували. Бажання Димитрова було задоволено, і деякі з них були включені до регулярного складу парашутистів і підводників, відправлених до Болгарії в серпні 1941 року.

## Розвиток дії
Наприкінці літа 1941 року 61 розвідник і військовий фахівець на чолі з радянським полковником Цвятком Радойновим нелегально прибули до Болгарії на радянських підводних човнах і літаках. З них 55 були болгарами, 5 росіянами та 1 чехом. Болгари були активістами БРП(к). Метою було «отримання розвідувальної інформації, проведення диверсій і терористичних актів на військових об'єктах, забезпечення нейтралітету Болгарії у війні з СРСР і підготовка збройного повстання».
У програмі беруть участь п'ять груп парашутистів. Командири груп — Атанас Дамянов, Груді Філіппов, Стоян Палаузов, Симеон Симеонов і Йордан Кіскінов. Дві групи були висаджені 14 вересня 1941 року в околицях Добрича, одна група 19 вересня 1941 року в околицях Трявни, одна група 22 вересня 1941 року біля села Долно Ботево, Хасковська область і одна група 6 жовтня 1941 р. біля села Лахана (Греція).
Підводники складалися з 3 груп, які висадилися на узбережжі Болгарії 11 серпня 1941 року в гирлі річки Камчія. Командири груп Сабі Димитров, Цвятко Радойнов та Аврам Стоянов. Група Івана Вінарова мала дістатися до Болгарії через Іран і Туреччину.
Попри таємну підготовку акції, вже в липні про це стало відомо німецькій розвідці, і інформація була передана болгарській владі. З 56 осіб, переправлених в країну, 13 були вбиті, 28 потрапили в полон, а іншим вдалося втекти. Акція не знайшла підтримки серед болгарського населення, яке активно брало участь у захопленні диверсантів. . Частина з них загинула, доля 1 учасника невідома, інші потрапляють у розставлені пастки.
СРСР відкидає болгарську ноту протесту з приводу скидання парашутистів і вибухівки, описуючи характер фактів як «наклепницький» і приписуючи цю акцію Німеччині чи Румунії. Однак радянському повноважному міністру в Софії була надана можливість зустрітися з полоненими парашутистами.

## Судовий процес
Проти 27 заарештованих членів груп було порушено справу № 503 від 1942 р. і відбувся кримінальний процес у Софійському військово-польовому суді. Слухання справи відбулося 9 червня 1942 року у закритому режимі. Обвинуваченими у справі були: Цвятко Радойнов, Трифон Георгієв, Василь Йотов, Іван Ізатовський, Йозеф Байдо, Андон Бекяров, Дімітар Дімітров, Василь Додов, Стефан Пашев, Борис Томчев, Делчо Наплатанов, Іван Дреновскі, Лачезар Аврамов, Август Попов, Георгій Кратунчев, Дімітар Тепляков, Іван Іванов, Георгій Башикаров, Янко Янев Комітов, Тодор Фотакєв Ніколов, Микола Романов, Мірко Петков, Симеон Славов, Іван Штерев, Міло Мілєв, Дімо Астаджов, Володимир Чернов.
26 червня суд виніс смертні вироки 18 підсудним: полковнику Цвятко Радойнову, Трифону Георгієву, Василю Цакову, Івану Ізатовському, Андону Бекярову, Дімітару Димитрову, Василю Валчанову, Стефану Маринову, Борису Томчеву, Делчо Наплантанову, Августу Попову, Георгію. Кратунчев, Іван Йорданов, Мірко Станков, Симеон Філіпов, Іван Штерев, Міло Мінчев і Дімо Астайов. Того ж дня їх розстріляли на стрільбищі Школи офіцерів запасу в Софії (нині музей «Гарнізонне стрільбище»).
Смертний вирок Лачезару Аврамову був замінений на довічне ув'язнення через його неповноліття. Пізніше він був одним із лідерів Комуністичної партії та міністром.

## Учасники
Командири груп: Атанас Дамянов, Йордан Кіскінов, Стоян Палаузов, Симеон Симеонов, Груді Філіпов (парашутисти); Сабі Димитров, Цвятко Радойнов, Аврам Стоянов (водолази); Іван Вінаров.

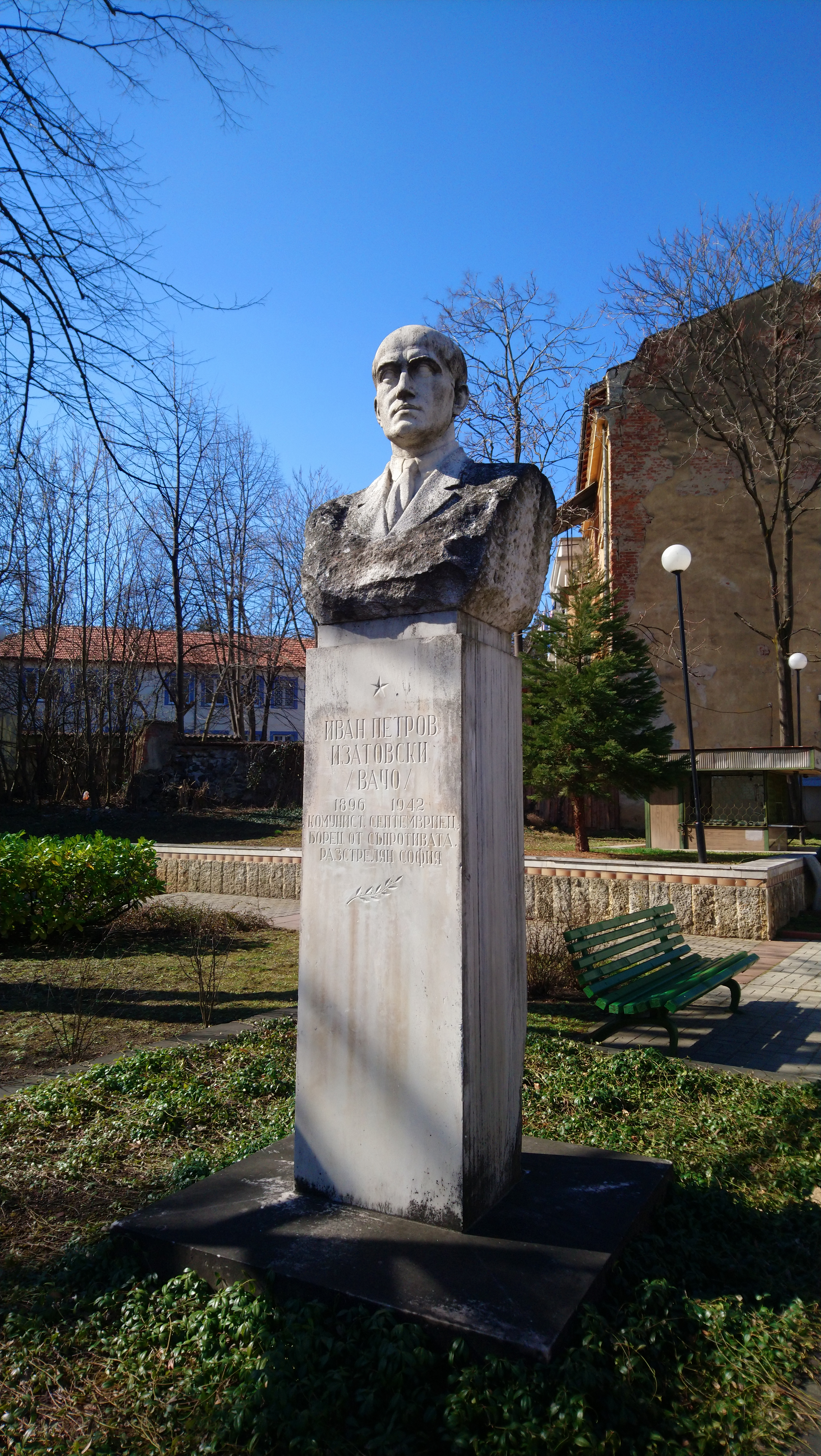
Пам'ятник-погруддя Івану Ізатовському (Вачо) в Берковіці

Засуджені до смерті та розстріляні (26): Цвятко Радойнов, Трифон Георгієв, Василь Йотов, Іван Ізатовський, Йозеф Байдо, Андон Бекяров, Дімітар Дімітров, Василь Додов, Стефан Пашев, Борис Томчев, Делчо Наплатанов, Іван Дреновскі, Август Попов, Георгій Кратунчев, Дімітар Тепляков, Іван Іванов, Георгій Башикаров, Янко Янев Комітов, Тодор Фотакєв Ніколов, Микола Романов, Мірко Петков, Симеон Славов, Іван Штерев, Міло Мілєв, Дімо Астаджов, Володимир Чернов.